# Electronica (Messe)

Logo

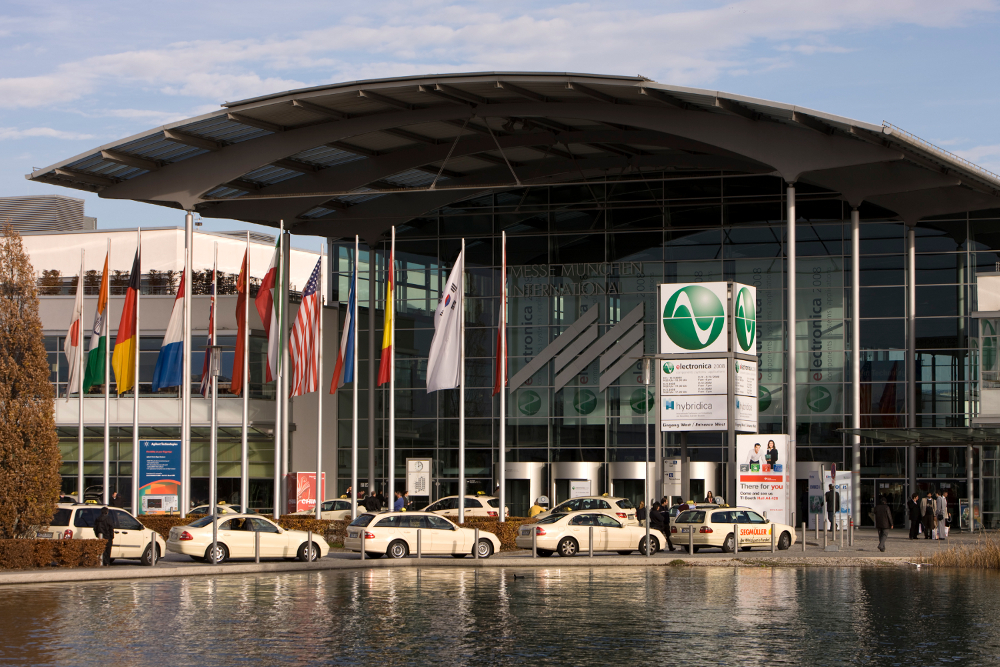
Die Neue Messe München

Die electronica ist eine Fachmesse der Elektronikindustrie. Aussteller präsentieren dort Komponenten, Systeme, Anwendungen und Dienstleistungen der Branche.

## Über die Messe
Die electronica wird von der Messe München seit 1964 jedes zweite Jahr im November auf dem Gelände der Messe München veranstaltet, seit Mitte der 1970er Jahre im Wechsel mit der aus ihr hervorgegangenen productronica. Mit einer Bruttoausstellungsfläche von über 150.000 m², 2.140 Ausstellern aus 51 Ländern, 62 % internationale Aussteller und 69.783 Besuchern aus 102 Ländern (Zahlen für 2022) ist die electronica in München eine Weltleitmesse und Konferenz der Elektronikindustrie.
Die Messe richtet sich an internationale Hersteller und Dienstleister in den Bereichen Entwicklung, Qualitätskontrolle, Wartung und Instandhaltung von elektronischen Baugruppen, Geräten und Maschinen. Die Besucher sind vor allem Elektronik- bzw. Softwareentwickler und Designer von Elektronikschaltungen und -produkten sowie Führungskräfte und Mitarbeiter aus Vertrieb, Einkauf und Forschung.
Die übergreifenden Ausstellungsthemen der electronica spiegeln sich in der Hallenstruktur der Messe wider:
- Halbleiter
- Embedded Systeme
- Displays
- Micronano-Systems
- Sensorik
- Messen und Prüfen
- Electronic Design Automation (EDA)
- Passive Bauelemente
- Elektromechanik und Systemperipherie
- Stromversorgung
- Leiterplatten, andere unbestückte Schaltungsträger und EMS
- Systemkomponenten
- Automotive
- Wireless
- Informationswesen und Dienstleistungen

## electronica automotive und electronica embedded
Mit den Sonderausstellungsbereichen „electronica automotive“ und „electronica embedded“ setzt die electronica zusätzliche Schwerpunkte in der Automobil- und Fahrzeugelektronik sowie für die Bereiche  Embedded Hard- und Embedded Software. Neben dem eigentlichen Ausstellungsbereich auf der Messe veranstaltet die electronica dazu das „automotive Forum“, die „electronica automotive conference“ und das „embedded Forum“ als zusätzliche Veranstaltungsplattformen für Besucher und Aussteller. 2012 fand zudem erstmals die „embedded platforms conference“ statt. Die Konferenz richtet sich an Embedded-Systemingenieure, die sich hier über die Auswahl der für sie geeigneten Plattform informieren können.

## Weitere Konferenzen und Foren
Ein Rahmenprogramm begleitet die Messe. Neben den bereits oben genannten Foren und Konferenzen in den Bereichen Automobil- und Fahrzeugelektronik sowie Embedded Hard- und Software gehören dazu vor allem die folgenden Veranstaltungen:
- „Wireless Congress“: Der Kongress richtet sich an Entwickler, Systemdesigner, Technologie-Entscheider, Projektmanager und  Behörden, im Bereich Drahtlossysteme und wird von der electronica in Kooperation mit der Weka Fachmedien GmbH und dem ZVEI veranstaltet.[5]
- „electronica Forum“: Im electronica Forum der Messe finden während der vier Veranstaltungstage der electronica Vorträge und Diskussionen zu unterschiedlichen aktuellen Branchenthemen statt. Das Spektrum reicht von neuen Technologien und Marktentwicklungen bis hin zu übergreifenden Themen wie Aus- und Fortbildungsmöglichkeiten.
- „PCB & Components Market Place“: Der PCB & Components Market Place ist ein Forum für Vorträge und Diskussionen rund um Leiterplatten, andere unbestückte Schaltungsträger und EMS.
- „CEO Round Table“: Die Podiumsdiskussion internationaler Geschäftsführer und Vorstandsvorsitzender greift aktuelle Themen der Branche auf und wird von der Messe München GmbH veranstaltet.

Darüber hinaus ergänzt eine große Anzahl weiterer Podiumsdiskussionen, Vorträge und Konferenzen das Messeprogramm.

## electronica weltweit
Neben der electronica in München veranstaltet die Messe München weitere internationale Messen für die Elektronikindustrie im Ausland: die electronicAsia in Hongkong, die electronica China und die productronica China in Shanghai sowie die electronica India und die productronica India (abwechselnd in Bengaluru und Delhi).